# Pristurus rupestris
Pristurus rupestris — вид геконоподібних ящірок родини Sphaerodactylidae. Мешкає на Близькому Сході та на Сомалійському півострові.

## Підвиди
Виділяють два підвиди:
- Pristurus rupestris guweirensis Haas, 1943 — від узбережжя центрального Омана через Ємен і Саудівську Аравію до південної Йорданії, а також в Еритреї, північній Ефіопії, Джибуті і північному Сомалі;
- Pristurus rupestris rupestris Blanford, 1874 — гори Хаджар в ОАЕ і Омані, прибережні райони Ірану, зокрема острів Ормуз.

## Поширення і екологія
Pristurus rupestris мешкають серед скельних виступів у піщаних пустелях, на гірських схилах і осипах, у ваді, трапляються в садах і людських поселеннях. Зустрічаються на висоті до 3000 м над рівнем моря. Територіальні. Ведуть денний спосіб життя. Розмножуються протягом всього року, самиці відкладають одне яйце.